# Esgrima em cadeira de rodas nos Jogos Paralímpicos de Verão de 2012 - Equipes femininas
As competições por equipes femininas foram disputadas no dia 7 de setembro no Complexo ExCel, em Londres. O torneio é disputado por equipes nacionais formadas por 3 esgrimistas cada, contendo atletas tanto da classe A quanto da classe B.

## Medalhistas
|  | CHN China                   |  | HUN Hungria                                     |  | HKG Hong Kong                           |
|  | Wu Baili Rong Jing Yao Fang |  | Zsuzsanna Krajnyák Veronika Juhász Gyöngyi Dani |  | Yu Chui Yee Fan Pui Shan Chan Yui Chong |

## Calendário
Horário local (UTC+1).
| Data                  | Tempo | Fase             |
| --------------------- | ----- | ---------------- |
| 8 de setembro de 2012 | 11:30 | Quartas de final |
| 8 de setembro de 2012 | 13:00 | Semifinais       |
| 8 de setembro de 2012 | 19:30 | Final            |

## Formato de competição
Oito equipes disputam o torneio em forma de eliminatória. Cada equipe é formada por 3 esgrimistas. Cada confronto é composto por 9 combates e envolve todas as esgrimistas da equipe, que duelam 3 vezes cada. Os combates são interrompidos quando o placar chega a múltiplos de 5. A equipe que chegar a 45 pontos no nono confronto é declarada vencedora.

## Equipes
| Atleta    | Classe |
| --------- | ------ |
| Wu Baili  | A      |
| Rong Jing | A      |
| Rong Jing | B      |

| Atleta           | Classe |
| ---------------- | ------ |
| Sabrina Poignet  | A      |
| Delphine Bernard | A      |
| Cécile Demaude   | B      |

| Atleta        | Classe |
| ------------- | ------ |
| Gemma Collis  | A      |
| Gabby Down    | A      |
| Justine Moore | B      |

| Atleta         | Classe |
| -------------- | ------ |
| Yu Chui Yee    | A      |
| Fan Pui Shan   | A      |
| Chan Yui Chong | B      |

| Atleta             | Classe |
| ------------------ | ------ |
| Zsuzsanna Krajnyák | A      |
| Veronika Juhász    | A      |
| Gyöngyi Dani       | B      |

| Atleta            | Classe |
| ----------------- | ------ |
| Marta Fidrych     | A      |
| Dagmara Witos-Eze | A      |
| Marta Makowska    | B      |

| Atleta            | Classe |
| ----------------- | ------ |
| Yulia Efimova     | A      |
| Evgeniya Sycheva  | A      |
| Liudmila Vasileva | B      |

| Atleta           | Classe |
| ---------------- | ------ |
| Alla Gorlina     | A      |
| Tetiana Pozniak  | B      |
| Iryna Lukianenko | B      |

## Resultados
|  | Quartas de final | Quartas de final | Quartas de final |             |           | Semifinais    | Semifinais          | Semifinais          |                     |  | Final | Final       | Final |
|  |                  |                  |                  |             |           |               |                     |                     |                     |  |       |             |       |
|  | 1                | HKG Hong Kong    | 45               |             |           |               |                     |                     |                     |  |       |             |       |
|  | 8                | GBR Grã-Bretanha | 26               |             |           |               |                     |                     |                     |  |       |             |       |
|  | 8                | GBR Grã-Bretanha | 26               |             | 1         | HKG Hong Kong | 42                  |                     |                     |  |       |             |       |
|  |                  |                  |                  |             | 1         | HKG Hong Kong | 42                  |                     |                     |  |       |             |       |
|  |                  | 5                | CHN China        | 45          |           |               |                     |                     |                     |  |       |             |       |
|  | 5                | 5                | CHN China        | 45          | CHN China | 45            |                     |                     |                     |  |       |             |       |
|  | 5                |                  |                  |             | CHN China | 45            |                     |                     |                     |  |       |             |       |
|  | 4                | RUS Rússia       | 38               |             |           |               |                     |                     |                     |  |       |             |       |
|  |                  |                  |                  |             |           |               |                     |                     |                     |  | 5     | CHN China   | 45    |
|  |                  |                  | 2                | HUN Hungria | 38        |               |                     |                     |                     |  |       |             |       |
|  | 3                | POL Polônia      | 45               |             |           |               |                     |                     |                     |  |       |             |       |
|  | 6                | UKR Ucrânia      | 28               |             |           |               |                     |                     |                     |  |       |             |       |
|  | 6                | UKR Ucrânia      | 28               |             | 3         | POL Polônia   | 40                  |                     |                     |  |       |             |       |
|  |                  |                  |                  |             | 3         | POL Polônia   | 40                  |                     |                     |  |       |             |       |
|  |                  | 2                | HUN Hungria      | 45          |           |               | Disputa pelo bronze | Disputa pelo bronze | Disputa pelo bronze |  |       |             |       |
|  | 7                | FRA França       | 41               |             |           |               | 1                   | HKG Hong Kong       | 45                  |  |       |             |       |
|  | 2                | HUN Hungria      | 45               |             |           |               |                     |                     |                     |  | 3     | POL Polônia | 26    |

|  | Disputa do 5º-9º lugar | Disputa do 5º-9º lugar | Disputa do 5º-9º lugar |  |  | Disputa pelo 5º lugar | Disputa pelo 5º lugar | Disputa pelo 5º lugar |
|  |                        |                        |                        |  |  |                       |                       |                       |
|  | 8                      | GBR Grã-Bretanha       | 28                     |  |  |                       |                       |                       |
|  | 4                      | RUS Rússia             | 45                     |  |  |                       |                       |                       |
|  |                        |                        |                        |  |  | 4                     | RUS Rússia            | 45                    |
|  |                        |                        |                        |  |  | 6                     | UKR Ucrânia           | 23                    |
|  | 6                      | UKR Ucrânia            | 37                     |  |  |                       |                       |                       |
|  | 7                      | FRA França             | 36                     |  |  | Disputa pelo 7º lugar | Disputa pelo 7º lugar | Disputa pelo 7º lugar |
|  |                        |                        |                        |  |  | 8                     | GBR Grã-Bretanha      | 33                    |
|  |                        |                        |                        |  |  | 7                     | FRA França            | 45                    |

## Classificação final
| Pos.   | Atleta           |
| ------ | ---------------- |
| Ouro   | CHN China        |
| Prata  | HUN Hungria      |
| Bronze | HKG Hong Kong    |
| 4      | POL Polônia      |
| 5      | RUS Rússia       |
| 6      | UKR Ucrânia      |
| 7      | FRA França       |
| 8      | GBR Grã-Bretanha |